# 查尔达姆
查尔达姆（Char Dham，意为四个景点 abodes）是印度教的四个朝圣地：巴德里纳特普里, 德瓦尔卡, 普里和拉梅斯沃勒姆（Rameswaram）。印度教徒认为，每个信徒在有生之年都应该前去朝圣。

### 普里

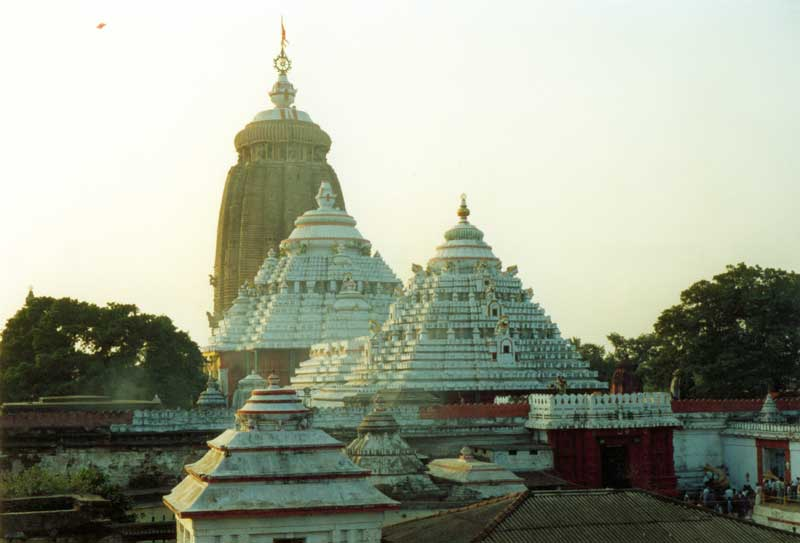
普里

普里位于印度东部的奥里萨邦孟加拉湾沿岸，是该国东部最古老的城市之一。

### 拉梅斯沃勒姆

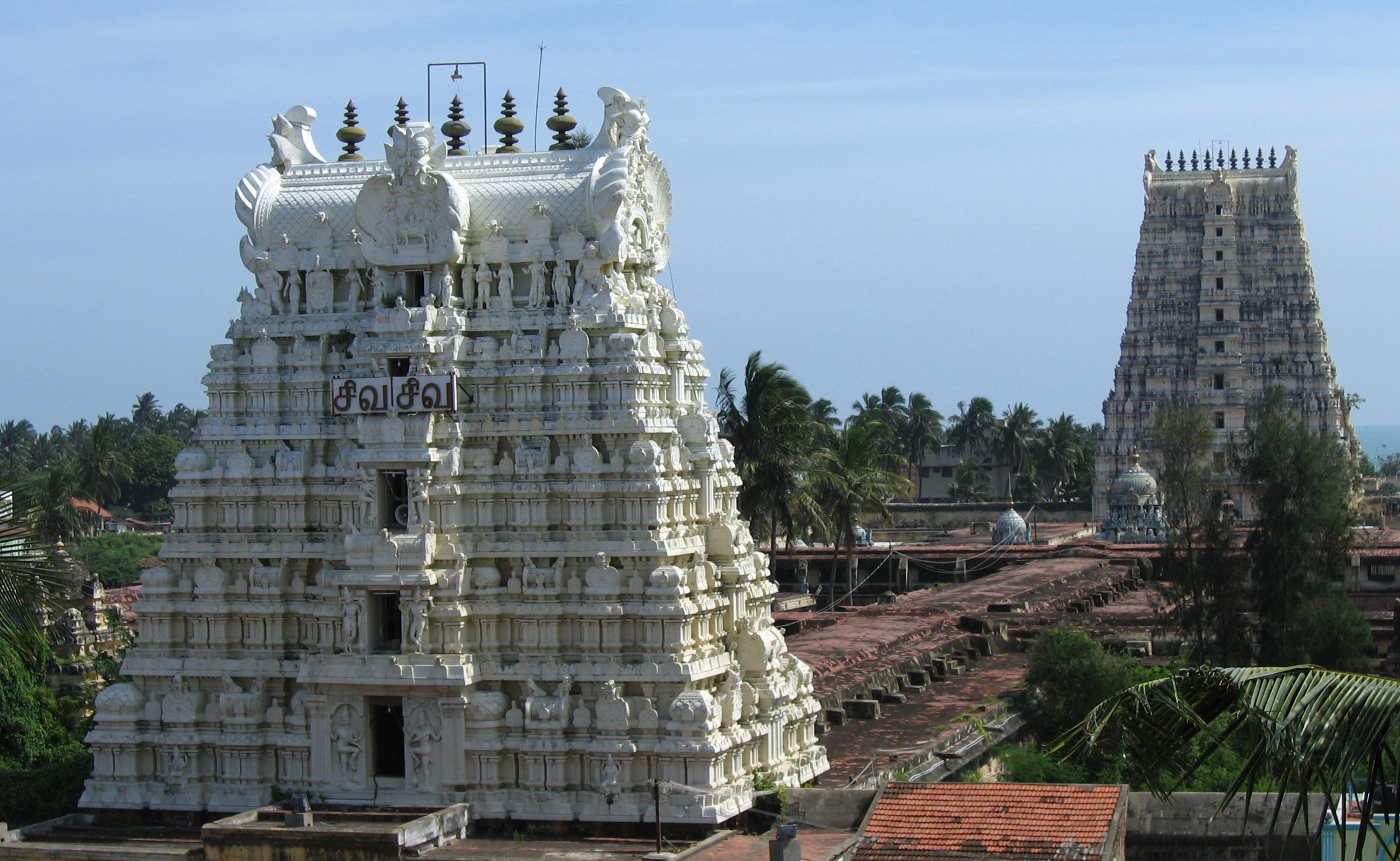
拉姆斯瓦拉姆

拉梅斯沃勒姆位于印度南部泰米尔纳德邦，印度半岛最顶端。

### 德瓦尔卡

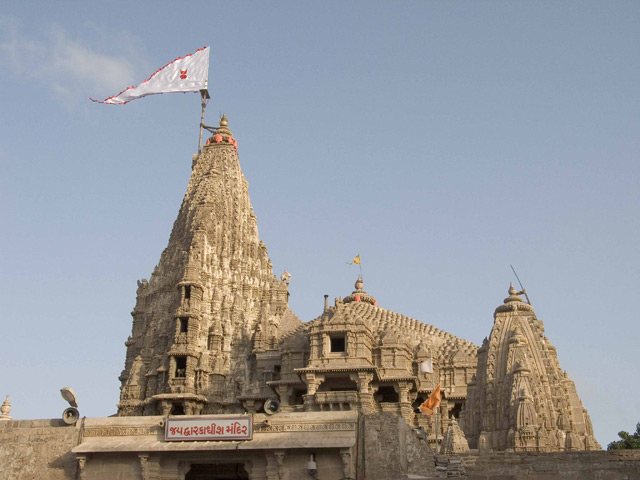
德瓦尔卡

德瓦尔卡位于西部古吉拉特邦阿拉伯海。

### 巴德里纳特普里
巴德里纳特普里位于北阿坎德邦。

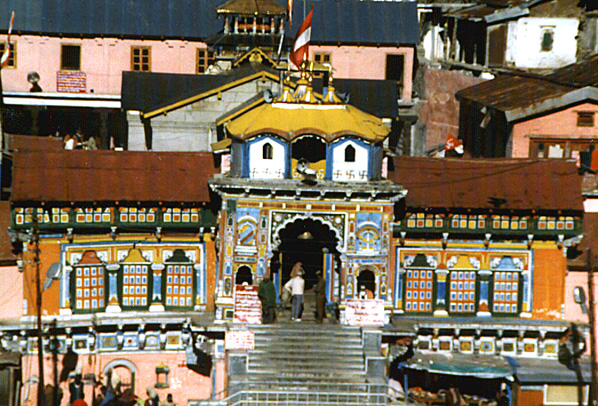

巴德里纳特普里神庙每年4月至10月开放。其他三个朝圣地全年开放。